# Палаццо Манчини
Палаццо Манчини, также Палаццо Манчини-Сальвиати (итал. Palazzo Mancini, Palazzo Mancini-Salviati) — палаццо (дворец) семнадцатого века в центре Рима. В 1670-х годах и с 1737 по 1793 год дворец был резиденцией Французской академии в Риме. Он расположен на Виа дель Корсо, 270, примерно в квартале к северу от Пьяцца Венеция.

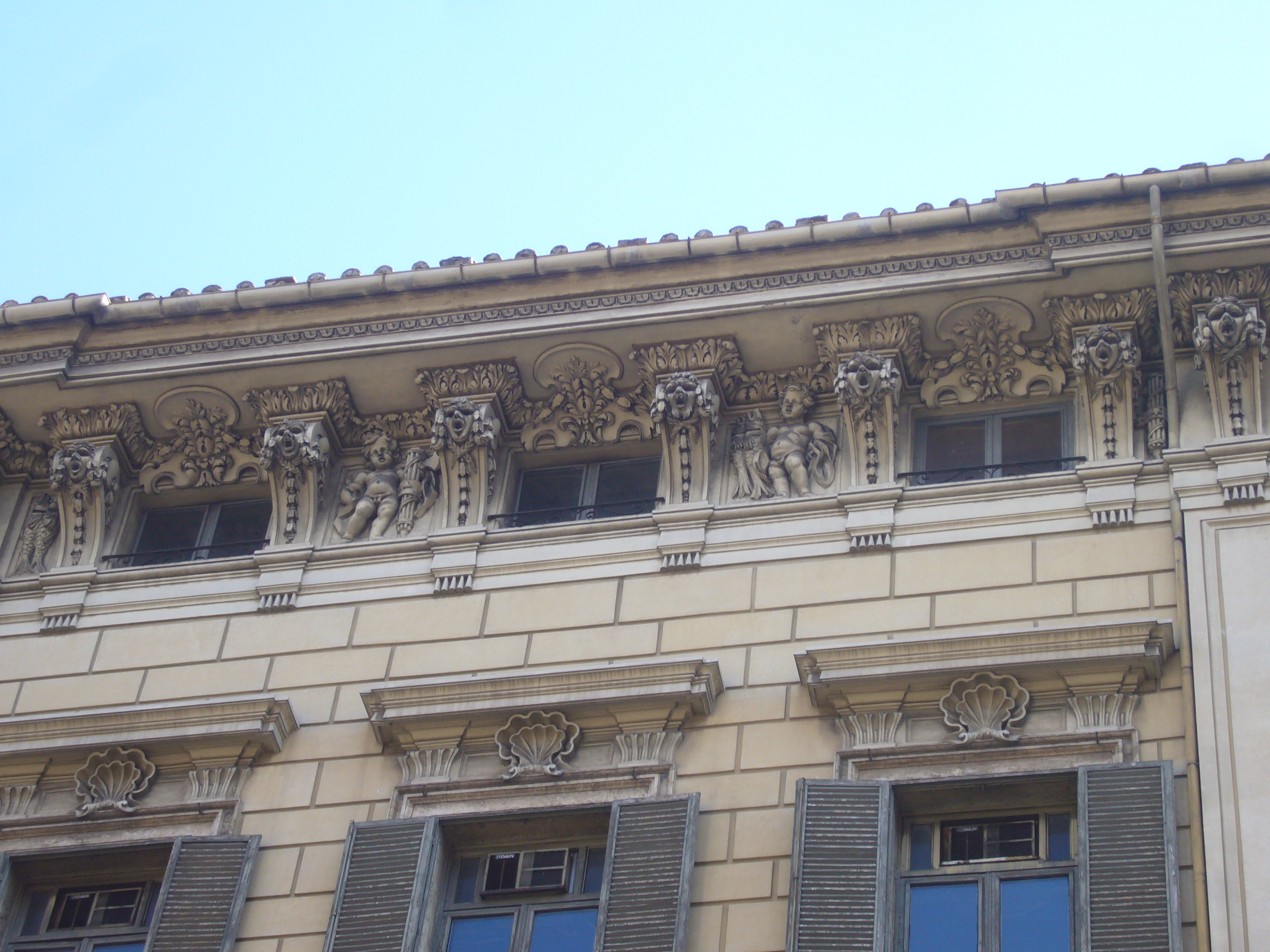
Деталь фасада по улице Корсо

## История
В 1634 году Лоренцо Манчини, брат кардинала Франческо Марии Манчини, женился на Джерониме Маццарино, сестре кардинала Джулио Маццарино. К свадьбе старый дворец семьи Манчини был расширен за счет приобретения четырёх прилегающих домов и нового здания, спроектированного архитектором Карло Райнальди. Работы были начаты Лоренцо и завершены Филиппо Манчини, герцогом Неверским, между 1687 и 1689 годами.
В 1737 году палаццо было приобретено и переоборудовано Францией для резиденции Французской академии. После Французской революции здание использовалось в качестве резиденции посла Франции при Святом Престоле. В 1798 году академия возобновила свою деятельность, но в 1799 году, после разгрома французов в Италии, дворец опустел и был заброшен. В 1804 году Наполеон Бонапарт распорядился переместить Академию на Виллу Медичи. В 1818 году Палаццо Манчини приобрёл Луи Бонапарт и примерно десять лет спустя продал его вдове короля Виктора Эммануила I, Марии Терезе Габсбургской-Эсте. Затем дворец перешёл к её дочери Марии Кристине Савойской, а когда Мария Кристина стала королевой Неаполя, в 1831 году палаццо перешло к Бурбонам Неаполитанским, а в 1853 году — к Шипионе Сальвиати. В 1919 году здание приобрёл Банк Сицилии.

## Архитектура
Здание имеет фасад с гладким рустом, портал с колоннами, увенчанный балконом. Венчающий здание карниз поддерживается кронштейнами с фигурками амуров. Внутри, в парадном, или «Красном зале» (Salone Rosso) сохранился расписной фриз. В других комнатах — фрагменты фризов XVII века с «Историями Давида и Иакова». Здесь хранится коллекция видов Рима работы Бартоломео Пинелли. Свод комнаты второго этажа был расписан фресками, скопированными с «Лоджий Рафаэля» в Ватикане, выполненными художниками Французской академии.